# Juana Cordero
Juana Cordero Díaz (Madrid, 17 de marzo de 1962) es una actriz española.

## Cine
| Año  | Título                                  | Personaje              | Director                                    | Género            | Dirección |
| ---- | --------------------------------------- | ---------------------- | ------------------------------------------- | ----------------- | --------- |
| 2022 | Camera Café: la película                | Choches                | Ernesto Sevilla                             | Comedia           | 1h 30m    |
| 2020 | Hasta que la boda nos separe            | Sor Tomasa             | Dani de la Orden                            | Comedia romántica | 1h 50m    |
| 2018 | El mejor verano de mi vida              | Eva                    | Dani de la Orden                            | Comedia           | 1h 30m    |
| 2010 | Balada triste de trompeta               | Madre de los niños     | Álex de la Iglesia                          | Comedia dramática | 1h 47m    |
| 2009 | Spanish Movie                           | Gerarda                | Javier Ruiz Caldera                         | Comedia           | 1h 29m    |
| 2008 | Enloquecidas                            | Conchita               | Juan Luis Iborra                            | Comedia           | 1h 36m    |
| 2007 | Su Majestad Minor                       | Aura                   | Jean-Jacques Annaud                         | Comedia           | 1h 41m    |
| 2006 | Locos por el sexo                       | Chus                   | Javier Rebollo                              | Comedia           | 1h 39m    |
| 2003 | ¡Buen viaje excelencia!                 | Mujer progre bar       | Albert Boadella                             | Comedia           | 1h 40m    |
| 2003 | La gran aventura de Mortadelo y Filemón | Elvira                 | Javier Fesser                               | Comedia           | 1h 45m    |
| 2000 | Año mariano                             | Fiel 1                 | Karra Elejalde, Fernando Guillén Cuervo     | Comedia           | 1h 57m    |
| 1998 | Atilano presidente                      | Simoneta               | Santiago Aguilar, Luis Guridi, La Cuadrilla | Comedia           | 1h 32m    |
| 1994 | Justino, un asesino de la tercera edad  | Enfermera              | Santiago Aguilar, Luis Guridi, La Cuadrilla | Comedia de terror | 1h 34m    |
| 1994 | Fea                                     | Dora                   | Félix Sabroso, Dunia Ayaso                  | Comedia           | 1h 30m    |
| 1992 | Salsa rosa                              | Portera                | Manuel Gómez Pereira                        | Comedia romántica | 1h 24m    |
| 1990 | Las cartas de Alou                      | Chica club             | Montxo Armendáriz                           | Drama             | 1h 40m    |
| 1990 | La sombra del ciprés es alargada        | Claudia Gravy          | Luis Alcoriza                               | Drama             | 1h 40m    |
| 1990 | ¡Átame!                                 | Dependiente bombonería | Pedro Almodóvar                             | Comedia negra     | 1h 37m    |

### Cortometrajes
| Año  | Título                         | Personaje | Director       | Género           | Duración |
| ---- | ------------------------------ | --------- | -------------- | ---------------- | -------- |
| 2016 | Adivina                        | Adivina   | Gonzalo Manso  | Drama/Fantástico | 20m      |
| 2001 | Itara (La madre)               | Pilar     | Maria Zamakola | Drama            | 11m      |
| 1994 | Upside down. Bocabajo          |           | Arantxa Vela   | Ciencia ficción  | 5m       |
| 1994 | Intrusos III                   |           |                |                  |          |
| 1994 | Caída libre                    |           | Arantxa Vela   |                  | 2m       |
| 1994 | Solo tú, solo yo, solo tú y yo |           | Arantxa Vela   |                  | 3m       |

## Teatro
- Historia de una escalera de Antonio Buero Vallejo. Dir. Helena Pimenta (2024-Actualmente)
- La madre que me parió. Dir. Gabriel Olivares (2017-2022)
- Genes. Dir. Pablo Iglesias Arrojo (2015)
- Solo con tu amor no es suficiente de Íñigo Guardamino. Dir. Iñigo Guardamino (2015)
- Delicia de Triana Lorite. Dir. Alberto Velasco (2014-16).
- La antesala de Margarita Sánchez. Dir. Inés Piñole (2013)
- El extraño viaje de Fernando Fernán Gómez. Dir. Gabriel Olivares (2010)
- Misericordia de Pérez Galdós Dir. M. Canseco (2000)
- Compañía Las Veneno Dir. Ferrán Rañé (1995-96)
- Los bosques de Nyx Dir. Miguel Bosé (1994)
- Puntos suspensivos -Danza- Dir. Mónica Valenciano (1991)
- Ágata de M. Duras - Cia. Espacio Cero (1989)
- Calderón C.N.N.T Dir. Guillermo Heras (1988)
- Negro Seco C.N.N.T. Dir. Guillermo Heras (1986)
- Fuenteovejuna C.D.N.  Dir. José Osuna (1985)

## Televisión
- Me resbala (2017)
- La que se avecina (2016) personaje de Mercedes, trabajadora  social.
- La isla de los nominados (2010) como Inmaculada Abad "Macu"
- ¡Fibrilando! (2009) como Choches
- Camera Café (2006-2009) como Choches
- A tortas con la vida (2005-2006)
- ¿Se puede? (2004)
- Aquí no hay quien viva (2004) como Carla
- Policías, en el corazón de la calle (2002)
- Cuéntame cómo pasó (2001)
- Academia de baile Gloria (2001)
- El Marqués de Sotoancho (2000)
- Petra Delicado (1999) Ellas son así (1999)
- Im presionante (1998)
- Querido maestro (1997-1998)
- Animia de cariño (1997)
- Éste es mi barrio (1996)
- Farmacia de guardia como Perrunis (1995)
- Función de noche (1995)
- Canguros (1994)
- Los ladrones van a la oficina (1993)